# Stipe Miocic
Stipe Miocic (Euclid, 19 agosto 1982) è un ex lottatore di arti marziali miste statunitense di origini croate.
Ha combattuto nella categoria dei pesi massimi per l'organizzazione statunitense UFC, nella quale è stato campione di categoria dal 2016 al 2018 e dal 2019 al 2021. In passato è stato campione di categoria NAAFS.
Grazie ai suoi straordinari risultati come campione UFC, Miocic è considerato uno dei più grandi pesi massimi nella storia delle MMA.

## Caratteristiche tecniche
Molto abile nella lotta libera, Miocic inoltre cerca il KO con gli scambi in piedi oppure tenta il takedown allo scopo di liberare il suo temibile ground and pound.
Prima che la UFC venisse sponsorizzata dalla Reebok, durante i suoi incontri Miocic portava dei pantaloncini simili a quelli che portava Mirko "Crocop" Filipović, suo modello d'ispirazione: la trama è quella della šahovnica, la scacchiera presente al centro della bandiera della Croazia, per rimarcare le sue origini.
Nell'incontro con Mark Hunt ha segnato il record per il maggior numero di colpi sferrati in un match della UFC (361), mentre con la vittoria su Francis Ngannou segna il record per il maggior numero di difese consecutive del titolo dei pesi massimi UFC (3).

## Carriera nelle arti marziali miste

### Inizi
Miocic vanta un ottimo background sia nel pugilato che nella lotta libera: è stato infatti un campione Golden Gloves e un lottatore NCAA di prima divisione.
Debutta nelle arti marziali miste professionistiche il 20 febbraio 2010 con la promozione NAAFS, vincendo l'incontro per KO in soli 17 secondi. Lo stesso anno infila altre tre vittorie, tutte per KO, e viene quindi proiettato come uno dei possibili contendenti al titolo dei pesi massimi NAAFS.
Nel 2011 sfida William Penn per decidere il primo contendente al titolo e stende l'avversario al primo round con un pugno. Lo stesso anno combatte per la cintura contro Bobby Brents, obbligandolo alla resa con numerosi calci bassi alle gambe e divenendo quindi campione dei pesi massimi NAAFS.

### Ultimate Fighting Championship
Miocic debutta nella prestigiosa UFC l'8 ottobre 2011 contro il tenace Joey Beltran, vincendo ai punti e portando il proprio record personale a 7-0.
Nel 2012 affronta l'esperto grappler Phil De Fries, britannico al tempo ancora imbattuto, e riesce a metterlo KO in appena 43 secondi, ottenendo il riconoscimento Knockout of the Night.
Lo stesso anno affronta anche il kickboxer Shane del Rosario, ex stella della Strikeforce che si presentò all'incontro da imbattuto: Miocic sconfisse anche lui con un tremendo ground and pound di gomitate nel secondo round.
Nel settembre 2012 Miocic subisce la sua prima sconfitta in carriera per mano di un lottatore vicino alla top 10 di categoria quale era Stefan Struve: Miocic fa vedere ottime cose nel primo round grazie alla sua boxe, ma nella successiva ripresa l'avversario trova le giuste combinazioni di colpi e lo mette KO.
Miocic si rifà alla grande nel giugno 2013 con un'importantissima vittoria sul top 10 Roy Nelson per decisione unanime, incontro nel quale l'atleta di origini croate domina il proprio avversario in tutti e tre i round.
Nel gennaio 2014 ottiene un'altra significativa vittoria sul numero 12 dei ranking UFC Gabriel Gonzaga. In maggio avrebbe dovuto affrontare il forte ex campione e numero 2 dei ranking Junior dos Santos, ma l'avversario brasiliano diede forfait a causa di un infortunio e venne sostituito dal connazionale Fábio Maldonado, il quale generalmente combatteva nella divisione dei pesi mediomassimi: Miocic si sbarazzò dell'avversario per KO in soli 35 secondi. La sfida contro dos Santos avvenne in dicembre: Miocic azzeccò la tattica e sfruttando la sua ottima boxe e i suoi takedown mise in seria difficoltà l'ex campione, ma dopo i primi due round pagò l'eccessiva stanchezza e al termine dei cinque round venne sconfitto per decisione unanime dei giudici di gara; entrambi gli atleti vennero premiati con il riconoscimento Fight of the Night.
Ad aprile del 2015 affrontò il neozelandese Mark Hunt. Il primo round fu caratterizzato da un ottimo scambio in piedi da parte di entrambi gli atleti, ma dal secondo all'ultimo round Miocic dominò il samoano mandandolo più volte al tappeto e andando a segno con un notevole ground and pound. Al quinto round, dopo l'ennesimo takedown, Miocic chiuse l'incontro per KO tecnico. Con ben 361 colpi effettuati, Miocic stabilì il record per il maggior numeri di colpi in un match UFC; con un margine di 315 colpi rispetto all'avversario, inoltre, determinò il record per la differenza di colpi più elevata nella storia della federazione.
A ottobre avrebbe dovuto affrontare Ben Rothwell in un match che molto probabilmente avrebbe decretato il prossimo sfidante per il titolo dei pesi massimi UFC; il 13 ottobre, tuttavia, Miocic subì un infortunio e venne quindi rimosso dall'evento. In seguito anche Rothwell venne tolto dalla card, non potendo trovare un avversario adatto in poco tempo.
A gennaio del 2016 affrontò il bielorusso ex campione dei pesi massimi UFC Andrei Arlovski: dopo solo 54 secondi dall'inizio dell'incontro Miocic mise a segno un devastante gancio destro susseguito da una combinazione di colpi che lo portarono alla vittoria per KO tecnico, inoltre ottenne il riconoscimento Performance of the Night.

#### Campione dei pesi massimi UFC
Miocic avrebbe poi dovuto affrontare per il titolo dei pesi massimi UFC il campione in carica Fabrício Werdum rimpiazzando Cain Velasquez; il 25 gennaio, tuttavia, Werdum annunciò di essersi infortunato alla schiena, portando la UFC a cancellare momentaneamente l'evento. Il 14 maggio 2016 Miocic affronto Werdum in un match valido per il titolo all'evento UFC 198: a quasi tre minuti dall'inizio dell'incontro, in un tentativo di attacco molto aggressivo da parte di Werdum, Miocic andò a segno con un rapido gancio destro al mento che mise KO il brasiliano. Con questa vittoria divenne il campione indiscusso di categoria, ottenendo anche il riconoscimento Performance of the Night.
Come sua prima difesa titolata dovette affrontare l'ex campione dei pesi massimi Strikeforce Alistair Overeem, il 10 settembre all'evento UFC 203. Dopo un minuto dall'inizio dell'incontro, Miocic venne colpito in pieno volto con un diretto sinistro finendo al tappeto, fortunatamente Alistair non riuscì a chiudere alla perfezione il suo tentativo di ghigliottina, permettendo al campione di rialzarsi. Successivamente fu Miocic ad andare a segno con una veloce combinazione di colpi che però non fu tanto efficace da porre fine all'incontro. Quando mancavano 40 secondi dalla fine del primo round, Stipe riuscì a bloccare la gamba di Overeem che stava tentando di colpirlo e facendo leva lo mandò al tappeto; dalla posizione elevata di guardia Miocic cominciò ad eseguire un pesante ground and pound mandando KO il suo avversario. Con questa difesa titolata, ottenne anche il premio Fight of the Night.
Il 13 maggio 2017 affronta per la seconda volta in carriera il brasiliano Junior dos Santos: anche questa volta Miocic difende il suo titolo con una vittoria per KO al primo round, ottenendo anche il riconoscimento Performance of the Night. Il 20 gennaio 2018 mantiene il titolo contro Francis Ngannou vincendo per decisione unanime al termine del quinto round.

#### Perdita e riconquista del titolo
Il 6 luglio 2018 affronta il campione dei pesi mediomassimi UFC Daniel Cormier mettendo in palio il proprio titolo: dopo tre difese consecutive Miocic viene sorprendentemente battuto per KO al primo round.
Un anno dopo, a UFC 241 il 17 agosto, Miocic ottiene la possibilità di vendicare la precedente sconfitta per reclamare ancora una volta il titolo dei pesi massimi: dopo quattro round parecchio sotto tono, dominati interamente da Cormier, il fighter di origine croata cambia strategia iniziando a logorare l'avversario con una serie di pugni al fegato fino a quando non riesce a mettere a segno una serie di colpi che gli permettono di vincere match e titolo. Con questa vittoria Miocic diventa il primo ad aver finalizzato DC all'interno dell'ottagono e ottiene il premio Performance of the Night.

#### Fine della trilogia con DC e perdita del titolo
Il 15 agosto 2020 Miocic affronta per la terza e ultima volta Cormier: nonostante il campione abbia messo al tappeto il suo avversario poco prima della fine del secondo round, i due arrivano fino alla quinta ripresa e Miocic viene riconfermato campione dalla giuria per verdetto unanime.
Il 27 marzo 2021 viene sconfitto per KO alla seconda ripresa nel rematch contro Francis Ngannou.
Il 16 novembre 2024 torna nuovamente nell’ottagono affrontando Jon Jones per il titolo dei pesi massimi, ma viene nuovamente sconfitto alla terza ripresa per KO e dopodiché annuncia il suo ritiro dalle MMA per sempre.

## Risultati nelle arti marziali miste
| Risultato | Record | Avversario        | Metodo                                           | Evento                                    | Data              | Round | Tempo | Città                   | Note                                                            |
| --------- | ------ | ----------------- | ------------------------------------------------ | ----------------------------------------- | ----------------- | ----- | ----- | ----------------------- | --------------------------------------------------------------- |
| Sconfitta | 20-5   | Jon Jones         | KO tecnico (calcio rotante alle costole e pugni) | UFC 309: Jones vs. Miocic                 | 16 novembre 2024  | 3     | 4:29  | New York, Stati Uniti   | Per il titolo dei pesi massimi UFC                              |
| Sconfitta | 20-4   | Francis Ngannou   | KO (pugni)                                       | UFC 260: Miocic vs. Ngannou 2             | 27 marzo 2021     | 2     | 0:52  | Las Vegas, Stati Uniti  | Perde il titolo dei pesi massimi UFC                            |
| Vittoria  | 20-3   | Daniel Cormier    | Decisione (unanime)                              | UFC 252: Miocic vs. Cormier 3             | 15 Agosto 2020    | 5     | 5:00  | Las Vegas, Stati Uniti  | Difende il titolo dei pesi massimi UFC                          |
| Vittoria  | 19-3   | Daniel Cormier    | KO tecnico (pugni)                               | UFC 241: Cormier vs. Miocic 2             | 17 Agosto 2019    | 4     | 4:09  | Anaheim, Stati Uniti    | Vince il titolo dei pesi massimi UFC.Performance of the Night   |
| Sconfitta | 18-3   | Daniel Cormier    | KO (pugni)                                       | UFC 226: Miocic vs. Cormier               | 6 luglio 2018     | 1     | 4:38  | Las Vegas, Stati Uniti  | Perde il titolo dei pesi massimi UFC                            |
| Vittoria  | 18-2   | Francis Ngannou   | Decisione (unanime)                              | UFC 220: Miocic vs Ngannou                | 20 gennaio 2018   | 5     | 5:00  | Boston, Stati Uniti     | Difende il titolo dei pesi massimi UFC                          |
| Vittoria  | 17-2   | Junior dos Santos | KO (pugni)                                       | UFC 211: Miocic vs dos Santos 2           | 13 maggio 2017    | 1     | 2:22  | Dallas, Stati Uniti     | Difende il titolo dei pesi massimi UFC.Performance of the Night |
| Vittoria  | 16-2   | Alistair Overeem  | KO (pugni)                                       | UFC 203: Miocic vs. Overeem               | 10 settembre 2016 | 1     | 4:27  | Cleveland, Stati Uniti  | Difende il titolo dei pesi massimi UFC. Fight of the Night      |
| Vittoria  | 15-2   | Fabrício Werdum   | KO (pugno)                                       | UFC 198: Werdum vs. Miocic                | 14 maggio 2016    | 1     | 2:47  | Curitiba, Brasile       | Vince il titolo dei pesi massimi UFC, Performance of the Night  |
| Vittoria  | 14-2   | Andrei Arlovski   | KO Tecnico (pugni)                               | UFC 195: Lawler vs. Condit                | 2 gennaio 2016    | 1     | 0:54  | Las Vegas, Stati Uniti  | Performance of the Night                                        |
| Vittoria  | 13-2   | Mark Hunt         | KO Tecnico (pugni)                               | UFC Fight Night: Miocic vs. Hunt          | 10 maggio 2015    | 5     | 2:47  | Adelaide, Australia     |                                                                 |
| Sconfitta | 12-2   | Junior dos Santos | Decisione (unanime)                              | UFC on Fox: dos Santos vs. Miocic         | 13 dicembre 2014  | 5     | 5:00  | Phoenix, Stati Uniti    | Fight of the Night                                              |
| Vittoria  | 12-1   | Fábio Maldonado   | KO Tecnico (pugni)                               | TUF Brazil 3 Finale: Miocic vs. Maldonado | 31 maggio 2014    | 1     | 0:35  | San Paolo, Brasile      | Performance of the Night                                        |
| Vittoria  | 11-1   | Gabriel Gonzaga   | Decisione (unanime)                              | UFC on Fox: Henderson vs. Thomson         | 25 gennaio 2014   | 3     | 5:00  | Chicago, Stati Uniti    |                                                                 |
| Vittoria  | 10-1   | Roy Nelson        | Decisione (unanime)                              | UFC 161: Evans vs. Henderson              | 15 giugno 2013    | 3     | 5:00  | Winnipeg, Canada        |                                                                 |
| Sconfitta | 9-1    | Stefan Struve     | KO Tecnico (pugni)                               | UFC on Fuel TV: Struve vs. Miocic         | 29 settembre 2012 | 2     | 3:50  | Nottingham, Regno Unito | Fight of the Night                                              |
| Vittoria  | 9–0    | Shane del Rosario | KO Tecnico (gomitate)                            | UFC 146: Dos Santos vs. Mir               | 26 maggio 2012    | 2     | 3:14  | Las Vegas, Stati Uniti  |                                                                 |
| Vittoria  | 8–0    | Phil De Fries     | KO (pugni)                                       | UFC on Fuel TV: Sanchez vs. Ellenberger   | 15 febbraio 2012  | 1     | 0:43  | Omaha, Stati Uniti      | Knockout of the Night                                           |
| Vittoria  | 7–0    | Joey Beltran      | Decisione (unanime)                              | UFC 136: Edgar vs. Maynard III            | 8 ottobre 2011    | 3     | 5:00  | Houston, Stati Uniti    | Debutto in UFC                                                  |
| Vittoria  | 6–0    | Bobby Brents      | KO Tecnico (sottomissione ai calci alle gambe)   | NAAFS: Fight Night in the Flats 7         | 4 giugno 2011     | 2     | 4:27  | Cleveland, Stati Uniti  | Vince il titolo dei pesi massimi NAAFS                          |
| Vittoria  | 5–0    | William Penn      | KO (pugno)                                       | NAAFS: Caged Vengeance 9                  | 16 aprile 2011    | 1     | 2:23  | Cleveland, Stati Uniti  | Eliminatoria per il titolo dei pesi massimi NAAFS               |
| Vittoria  | 4–0    | Gregory Maynard   | KO Tecnico (pugni)                               | NAAFS: Night of Champions 2010            | 4 dicembre 2010   | 2     | 1:43  | Cleveland, Stati Uniti  |                                                                 |
| Vittoria  | 3–0    | Jeremy Holm       | KO (pugni)                                       | NAAFS: Rock N Rumble 4                    | 28 agosto 2010    | 1     | 1:36  | Cleveland, Stati Uniti  |                                                                 |
| Vittoria  | 2–0    | Paul Barry        | KO Tecnico (pugni)                               | Moosin: God of Martial Arts               | 21 maggio 2010    | 2     | 1:32  | Worcester, Stati Uniti  |                                                                 |
| Vittoria  | 1–0    | Corey Mullis      | KO Tecnico (pugni)                               | NAAFS: Caged Fury 9                       | 20 febbraio 2010  | 1     | 0:17  | Cleveland, Stati Uniti  |                                                                 |

## Filmografia

### Cinema
- American Violence, regia di Timothy Woodward Jr. (2017)
- Acts of Violence, regia di Brett Donowho (2018)
- Fightin Spirit, regia di Matthew Soden (2018) - cortometraggio

### Televisione
- Billions - serie TV, episodio 4x08 (2020)
- Tacoma FD - serie TV, episodio 3x04 (2022)

## Doppiatori italiani
- Marco Bassetti in Billions